# محمد كامل عمرو
محمد كامل عمرو (1 ديسمبر 1942 -) هو دبلوماسي مصري ووزير الخارجية سابقاً في وزارة هشام قنديل. اختاره عصام شرف وزيراً للخارجية خلفاً لمحمد العرابي مما أثار جدلاً بسبب تردد أنه عضو في الحملة الانتخابية لعمرو موسى. واستمر في وزارة كمال الجنزوري ثم في وزارة هشام قنديل. ابتعد عمرو عن العمل الدبلوماسي والسياسة الخارجية منذ أن ترك وزارة الخارجية المصرية سنة 1997، واختار الجانب الاقتصادي فعمل في البنك الدولي.
شغل مناصب دبلوماسية عديدة، آخرها سفير مصر في السعودية بين 1995 و1997. وقبلها كان قائما بالأعمال في سفارة مصر في واشنطن، ومساعدا لوزير الخارجية للمنظمات الإفريقية، ومندوبا في بعثة مصر في الأمم المتحدة. وبعد تركه منصبه كسفير في الرياض تولى منصب المدير التنفيذي في البنك الدولي، حيث مثل مصر و13 دولة عربية بين العامين (1997 إلى 2008).